# Guillaume du Perche
Guillaume du Perche, mort le 18 février 1226, fut comte du Perche de 1217 à 1226. Il était fils de Rotrou IV, comte du Perche, et de Mathilde de Blois-Champagne.

## Biographie
Il fut d'abord trésorier et prévôt de Saint-Martin de Tours. Puis il fut élu évêque de Châlons-en-Champagne en 1215 et sacré en 1216. L'année suivante, il succéda à son neveu Thomas, comte du Perche, tué à la bataille de Lincoln (1217). Il fit en 1220 des donations à l'abbaye Notre-Dame-de-la-Trappe pour le repos de l'âme de son frère Geoffroy et de son neveu Thomas.
Il fit le pèlerinage à Jérusalem en 1225 et mourut au retour. La maison du Perche s'éteignit avec lui, et plusieurs héritiers revendiquèrent la succession, mais le roi Louis VIII le Lion fit valoir le droit de réversion et annexa le comté du Perche au domaine royal.

## Sources
- Foundation for Medieval Genealogy : comtes du Perche.